# Circunscripción electoral de León

Circunscripción de León
Cortes Generales* Congreso: 4 diputados (de 350)
- Senado: 4 senadores (de 266)Cortes de Castilla y León* 13 procuradores (de 81)

León es una de las 52 circunscripciones electorales utilizadas como distritos electorales desde 1977 para la Cámara Baja de las Cortes Generales, el Congreso de los Diputados, y una de las 59 de la Cámara Alta, el Senado. Es una de las nueve circunscripciones electorales de Castilla y León.

## Ámbito y sistema electoral
En virtud de los artículos 68.2 y 69.2 de la Constitución Española de 1978 los límites de la circunscripción deben ser los mismos que los de la provincia de León, y en virtud del artículo 140, su ámbito sólo puede modificarse con la aprobación del Congreso. El voto es sobre la base de sufragio universal secreto. En virtud del artículo 12 de la constitución, la edad mínima para votar es de 18 años.
En el caso del Congreso de los Diputados, el sistema electoral utilizado es a través de una lista cerrada con representación proporcional y con escaños asignados usando el método D'Hondt. Sólo las listas electorales con el 3 % o más de todos los votos válidos emitidos, incluidos los votos «en blanco», es decir, para «ninguna de las anteriores», se pueden considerar para la asignación de escaños. En el caso del Senado, el sistema electoral sigue el escrutinio mayoritario plurinominal. Se eligen cuatro senadores y los partidos pueden presentar un máximo de tres candidatos. Cada elector puede escoger hasta tres senadores, pertenezcan o no a la misma lista. Los cuatro candidatos más votados son elegidos.

## Elegibilidad
El artículo 67.1 de la Constitución española prohíbe ser simultáneamente miembro del Congreso de los Diputados y de un parlamento autonómico, lo que significa que los candidatos deben renunciar al cargo si son elegidos para un parlamento autonómico. No existe incompatibilidad similar en el caso de los senadores. El artículo 70 aplica también la inelegibilidad a los magistrados, jueces y fiscales en activo, Defensor del Pueblo, militares en servicio, los agentes de policía en activo y los miembros del tribunal constitucional y juntas electorales.

## Número de diputados
Durante las elecciones celebradas tras la restauración de la democracia hasta 1987, en León se elegían seis diputados, a partir de 1988 y hasta 2015 a León le correspondió la elección de cinco diputados. Este número se redujo posteriormente a los cuatro actuales a partir de 2016.
En virtud de la ley electoral española, todas las provincias tienen derecho a un mínimo de 2 escaños con 248 escaños restantes prorrateada de acuerdo a la población. Esta normativa se explican detalladamente en la ley electoral 1985 (Ley Orgánica del Régimen Electoral General).
En 2004 por ejemplo en España había 34 571 831 votantes, lo que da un ratio de 98 777 votantes por Diputado. Sin embargo en León el número de votantes por Diputado fue de 90 056

## Cortes de Castilla y León

### Diputados obtenidos por partido (1983-2022)
|                        | Partido Socialista de Castilla y León | PSOECyL | 9  | 7  | 7  | 5  | 5  | 6  | 6  | 5  | 5  | 6  | 4  |
|                        | Partido Popular de Castilla y León    | PPCyL   | 6a | 6a | 7  | 7  | 6  | 6  | 6  | 8  | 5  | 4  | 4  |
|                        | Unión del Pueblo Leonés               | UPL     |    |    | 0  | 2  | 3  | 2  | 2  | 1  | 1  | 1  | 3  |
|                        | Podemos Castilla y León               | PODEMOS |    |    |    |    |    |    |    |    | 2  | 1  | 0  |
|                        | Vox                                   | VOX     |    |    |    |    |    |    |    |    | 0  | 0  | 2  |
|                        | Ciudadanos-Partido de la Ciudadanía   | CS      |    |    |    |    |    |    |    |    | 1  | 1  | 0  |
|                        | Izquierda Unida de Castilla y León    | IUCyL   |    | 0  | 0  | 1  | 0  | 0  | 0  | 0  | 0  | 0  | 0  |
| Partidos desaparecidos |                                       |         |    |    |    |    |    |    |    |    |    |    |    |
|                        | Centro Democrático y Social           | CDS     | 0  | 2  | 1  |    | 0  | 0  | 0  | 0  |    |    |    |
| Total                  | Total                                 | Total   | 15 | 15 | 15 | 15 | 14 | 14 | 14 | 14 | 14 | 13 | 13 |

a Los resultados corresponden a los de Coalición Popular: Alianza Popular-Partido Demócrata Popular-Unión Liberal (AP-PDP-UL).

## Congreso de los Diputados

### Escaños obtenidos por partido (1977-2023)
| Candidatura            | Candidatura     | 1977 | 1979 | 1982 | 1986 | 1989 | 1993 | 1996 | 2000 | 2004 | 2008 | 2011 | 2015 | 2016 | 2019 (I) | 2019 (II) | 2023 |
| ---------------------- | --------------- | ---- | ---- | ---- | ---- | ---- | ---- | ---- | ---- | ---- | ---- | ---- | ---- | ---- | -------- | --------- | ---- |
|                        | PSOE            | 1    | 2    | 3    | 3    | 3    | 2    | 2    | 2    | 3    | 3    | 2    | 1    | 1    | 2        | 2         | 2    |
|                        | Partido Popular | 1a   |      | 2a   | 2c   | 2    | 3    | 3    | 3    | 2    | 2    | 3    | 2    | 2    | 1        | 1         | 2    |
|                        | Ciudadanos      |      |      |      |      |      |      |      |      |      |      |      | 1    | 0    | 1        | 0         |      |
|                        | Unidas Podemos  |      |      |      |      |      |      |      |      |      |      |      | 1    | 1    | 0        | 0         | 0    |
|                        | Vox             |      |      |      |      |      |      |      |      |      |      |      | 0    | 0    | 0        | 1         | 0    |
| Partidos desaparecidos |                 |      |      |      |      |      |      |      |      |      |      |      |      |      |          |           |      |
|                        | UCD             | 4    | 4    | 1    |      |      |      |      |      |      |      |      |      |      |          |           |      |
| Total                  | Total           | 6    | 6    | 6    | 5    | 5    | 5    | 5    | 5    | 5    | 5    | 5    | 5    | 4    | 4        | 4         | 4    |

a Los resultados corresponden a los de Alianza Popular.

b Los resultados corresponden a los de Alianza Popular-Partido Demócrata Popular (AP-PDP).

c Los resultados corresponden a los de Coalición Popular.

## Diputados electos

### Diputados electos para la Legislatura constituyente (1977-1979)
| Partidos y coaliciones                   | Votos   | %    | Escaños | Diputados electos                                                                          |
| ---------------------------------------- | ------- | ---- | ------- | ------------------------------------------------------------------------------------------ |
| Unión de Centro Democrático (UCD)        | 137.495 | 51,1 | 4       | Manuel Núñez Pérez, Emilio Martín Villa, Baudilio Tomé Robla, Manuel Ángel Fernández Arias |
| Partido Socialista Obrero Español (PSOE) | 64.766  | 24,1 | 1       | Baldomero Lozano Pérez                                                                     |
| Alianza Popular (AP)                     | 33.285  | 12,4 | 1       | Antonio del Valle Menéndez                                                                 |
| Partido Comunista de España (PCE)        | 12.460  | 4,6  | 0       |                                                                                            |
| Unidad Socialista (Unidad Socialista)    | 9212    | 3,4  | 0       |                                                                                            |
| Otros                                    | 11.728  | 4,4  | 0       |                                                                                            |

### Diputados electos para la I Legislatura (1979-1982)
| Partidos y coaliciones                   | Votos   | %    | Escaños | Diputados electos                                                                           |
| ---------------------------------------- | ------- | ---- | ------- | ------------------------------------------------------------------------------------------- |
| Unión de Centro Democrático (UCD)        | 129.085 | 50,4 | 4       | Rodolfo Martín Villa, Manuel Nuñez Pérez, Baudilio Tomé Robla, Manuel Ángel Fernández Arias |
| Partido Socialista Obrero Español (PSOE) | 71.533  | 27,9 | 2       | Baldomero Lozano Pérez1, José Álvarez de Paz                                                |
| Coalición Democrática (CD)               | 29.313  | 11,4 | 0       |                                                                                             |
| Partido Comunista de España (PCE)        | 15.157  | 5,9  | 0       |                                                                                             |
| Unión Nacional (UN)                      | 3029    | 1,2  | 0       |                                                                                             |
| Otros                                    | 8161    | 3,2  | 0       |                                                                                             |

1 Fallecido el 15 de septiembre de 1979, es sustituido por Andrés Fernández Fernández.

### Diputados electos para la II Legislatura (1982-1986)
| Partidos y coaliciones                               | Votos   | %    | Escaños | Diputados electos                                                   |
| ---------------------------------------------------- | ------- | ---- | ------- | ------------------------------------------------------------------- |
| Partido Socialista Obrero Español (PSOE)             | 133.206 | 45,0 | 3       | José Álvarez de Paz, Ángel Capdevila Blanco, Conrado Alonso Buitrón |
| Alianza Popular - Partido Demócrata Popular (AP-PDP) | 94.506  | 32,0 | 2       | José María Suárez González, Santos Cascallana Canóniga              |
| Unión de Centro Democrático (UCD)                    | 46.170  | 15,6 | 1       | Rodolfo Martín Villa                                                |
| Centro Democrático y Social (CDS)                    | 8052    | 2,7  | 0       |                                                                     |
| Partido Comunista de España (PCE)                    | 5856    | 2,0  | 0       |                                                                     |
| Fuerza Nueva (F/N)                                   | 1106    | 0,4  | 0       |                                                                     |
| Otros                                                | 6938    | 2,4  | 0       |                                                                     |

### Diputados electos para la III Legislatura (1986-1989)
| Partidos y coaliciones                      | Votos   | %    | Escaños | Diputados electos                                                           |
| ------------------------------------------- | ------- | ---- | ------- | --------------------------------------------------------------------------- |
| Partido Socialista Obrero Español (PSOE)    | 130.432 | 45,2 | 3       | José Álvarez de Paz 1, José Luis Rodríguez Zapatero, Ángel Capdevila Blanco |
| Coalición Popular (CP)                      | 98.802  | 34,2 | 2       | Mario Amilivia González, Manuel Nuñez Pérez                                 |
| Centro Democrático y Social (CDS)           | 35.709  | 12,4 | 0       |                                                                             |
| Izquierda Unida (IU)                        | 7510    | 2,6  | 0       |                                                                             |
| Partido Reformista Democrático (PRD)        | 3417    | 1,2  | 0       |                                                                             |
| Mesa para la Unidad de los Comunistas (MUC) | 2373    | 0,8  | 0       |                                                                             |
| Otros                                       | 7901    | 2,7  | 0       |                                                                             |

1 Causa baja el 23 de junio de 1987 al ser elegido diputado en el Parlamento Europeo, es sustituido por Conrado Alonso Buitrón.

### Diputados electos para la IV Legislatura (1989-1993)
| Partidos y coaliciones                   | Votos   | %    | Escaños | Diputados electos                                                           |
| ---------------------------------------- | ------- | ---- | ------- | --------------------------------------------------------------------------- |
| Partido Socialista Obrero Español (PSOE) | 114.046 | 39,9 | 3       | José Luis Rodríguez Zapatero, Conrado Alonso Buitrón, Florentina Vega Ramón |
| Partido Popular (PP)                     | 109.792 | 38,4 | 2       | Juan Morano Masa, Manuel Nuñez Pérez                                        |
| Centro Democrático y Social (CDS)        | 28.898  | 10,1 | 0       |                                                                             |
| Izquierda Unida (IU)                     | 17.910  | 6,3  | 0       |                                                                             |
| Otros                                    | 12.511  | 4,4  | 0       |                                                                             |

### Diputados electos para la V Legislatura (1993-1996)
| Partidos y coaliciones                   | Votos   | %    | Escaños | Diputados electos                                           |
| ---------------------------------------- | ------- | ---- | ------- | ----------------------------------------------------------- |
| Partido Popular (PP)                     | 142.574 | 44,2 | 3       | Manuel Nuñez Pérez, Juan Morano Masa, Ángel Escuredo Franco |
| Partido Socialista Obrero Español (PSOE) | 130.241 | 40,4 | 2       | José Luis Rodríguez Zapatero, Conrado Alonso Buitrón        |
| Izquierda Unida (IU)                     | 21.510  | 6,7  | 0       |                                                             |
| Centro Democrático y Social (CDS)        | 7694    | 2,4  | 0       |                                                             |
| Otros                                    | 17.286  | 5,4  | 0       |                                                             |

### Diputados electos para la VI Legislatura (1996-2000)
| Partidos y coaliciones                   | Votos   | %    | Escaños | Diputados electos                                           |
| ---------------------------------------- | ------- | ---- | ------- | ----------------------------------------------------------- |
| Partido Popular (PP)                     | 162.850 | 48,7 | 3       | Manuel Nuñez Pérez, Juan Morano Masa, Ángel Escuredo Franco |
| Partido Socialista Obrero Español (PSOE) | 126.532 | 37,9 | 2       | José Luis Rodríguez Zapatero, María Amparo Valcarce García  |
| Izquierda Unida (IU)                     | 25.622  | 7,7  | 0       |                                                             |
| Otros                                    | 15.505  | 4,6  | 0       |                                                             |

### Diputados electos para la VII Legislatura (2000-2004)
| Partidos y coaliciones                                 | Votos   | %    | Escaños | Diputados electos                                           |
| ------------------------------------------------------ | ------- | ---- | ------- | ----------------------------------------------------------- |
| Partido Popular (PP)                                   | 152.268 | 48,8 | 3       | Manuel Nuñez Pérez, Juan Morano Masa, Ángel Escuredo Franco |
| Partido Socialista Obrero Español (PSOE)               | 99.804  | 32,0 | 2       | José Luis Rodríguez Zapatero, María Amparo Valcarce García  |
| Izquierda Unida-Esquerra Unida i Alternativa (IU-EUiA) | 11.316  | 3,6  | 0       |                                                             |
| Otros                                                  | 44.740  | 14,3 | 0       |                                                             |

### Diputados electos para la VIII Legislatura (2004-2008)
| Partidos y coaliciones                   | Votos   | %    | Escaños | Diputados electos                                                                |
| ---------------------------------------- | ------- | ---- | ------- | -------------------------------------------------------------------------------- |
| Partido Socialista Obrero Español (PSOE) | 156.786 | 46,8 | 3       | José Antonio Alonso Suárez, María Amparo Valcarce García, Rosario Velasco García |
| Partido Popular (PP)                     | 150.688 | 45,0 | 2       | Juan Morano Masa, Baudilio Tomé Muguruza                                         |
| Izquierda Unida (IU)                     | 7160    | 2,1  | 0       |                                                                                  |
| Otros                                    | 15.470  | 4,6  | 0       |                                                                                  |

### Diputados electos para la IX Legislatura (2008-2011)
| Partidos y coaliciones                   | Votos   | %    | Escaños | Diputados electos                                                                 |
| ---------------------------------------- | ------- | ---- | ------- | --------------------------------------------------------------------------------- |
| Partido Socialista Obrero Español (PSOE) | 166.350 | 50,1 | 3       | José Antonio Alonso Suárez, María Amparo Valcarce García y Diego Moreno Castrillo |
| Partido Popular (PP)                     | 143.897 | 43,3 | 2       | Juan Morano Masa y Carlos López Riesco                                            |
| Izquierda Unida (IU)                     | 7111    | 2,1  | 0       |                                                                                   |
| Unión Progreso y Democracia (UPyD)       | 2532    | 0,8  | 0       |                                                                                   |
| Otros                                    | 8550    | 2,6  | 0       |                                                                                   |

### Diputados electos para la X Legislatura (2011-2015)
| Partidos y coaliciones                   | Votos   | %    | Escaños | Diputados electos                                                                |
| ---------------------------------------- | ------- | ---- | ------- | -------------------------------------------------------------------------------- |
| Partido Popular (PP)                     | 151.773 | 52,2 | 3       | Alfredo Prada Presa, Eduardo Fernández García y María Aránzazu Miguélez Pariente |
| Partido Socialista Obrero Español (PSOE) | 99.093  | 34,1 | 2       | José Antonio Alonso Suárez y Francisco Javier Fernández Álvarez                  |
| Izquierda Unida-Los Verdes (IU-LV)       | 15.446  | 5,3  | 0       |                                                                                  |
| Unión Progreso y Democracia (UPyD)       | 13.609  | 4,7  | 0       |                                                                                  |
| Equo (EQUO)                              | 2128    | 0,7  | 0       |                                                                                  |
| Otros                                    | 3417    | 1,2  | 0       |                                                                                  |

### Diputados electos para la XI Legislatura (2015-2016)
| Partidos y coaliciones                   | Votos   | %    | Escaños | Diputados electos                                           |
| ---------------------------------------- | ------- | ---- | ------- | ----------------------------------------------------------- |
| Partido Popular (PP)                     | 103.458 | 35,6 | 2       | Eduardo Fernández García y María del Carmen González Guinda |
| Partido Socialista Obrero Español (PSOE) | 73.685  | 25,4 | 1       | María Aurora Flórez Rodríguez                               |
| Podemos                                  | 50.968  | 17,6 | 1       | Ana Marcello Santos                                         |
| Ciudadanos-Partido de la Ciudadanía      | 37.671  | 13   | 1       | Enrique Bueno Prado                                         |
| Izquierda Unida-UPeC                     | 13.929  | 4,8  | 0       |                                                             |
| Unión Progreso y Democracia (UPyD)       | 2023    | 0,7  | 0       |                                                             |
| PACMA                                    | 1803    | 0,6  | 0       |                                                             |
| Otros                                    | 3963    | 1,36 | 0       |                                                             |

## Senado

### Senadores obtenidos por partido (1977-2023)
| Candidatura            | Candidatura     | 1977 | 1979 | 1982 | 1986 | 1989 | 1993 | 1996 | 2000 | 2004 | 2008 | 2011 | 2015 | 2016 | 2019 (I) | 2019 (II) | 2023 |
| ---------------------- | --------------- | ---- | ---- | ---- | ---- | ---- | ---- | ---- | ---- | ---- | ---- | ---- | ---- | ---- | -------- | --------- | ---- |
|                        | Partido Popular | 0*   | 0    | 1*   | 1*   | 1    | 3    | 3    | 3    | 1    | 1    | 3    | 3    | 3    | 1        | 2         | 3    |
|                        | PSOE            | 1    | 1    | 3    | 3    | 3    | 1    | 1    | 1    | 3    | 3    | 1    | 1    | 1    | 3        | 2         | 1    |
| Partidos desaparecidos |                 |      |      |      |      |      |      |      |      |      |      |      |      |      |          |           |      |
|                        | UCD             | 3    | 3    | 0    |      |      |      |      |      |      |      |      |      |      |          |           |      |
| Total                  | Total           | 4    | 4    | 4    | 4    | 4    | 4    | 4    | 4    | 4    | 4    | 4    | 4    | 4    | 4        | 4         | 4    |

- En las Elecciones generales de 1977, el Partido Popular se presentó como Alianza Popular (AP).
- En las Elecciones generales de 1982, el Partido Popular se presentó como Alianza Popular-Partido Demócrata Popular (AP-PDP).
- En las Elecciones generales de 1986, el Partido Popular se presentó como Coalición Popular (CP).